# Danis sebae
Danis sebae är en fjärilsart som beskrevs av Jean Baptiste Boisduval 1832. Danis sebae ingår i släktet Danis och familjen juvelvingar. Inga underarter finns listade i Catalogue of Life.